# Noel Talgatowna Saidenowa
Noel Talgatowna Saidenowa (russisch Ноэль Талгатовна Сайденова; englische Schreibweise Noel Saidenova; * 6. Februar 2002) ist eine russische Tennisspielerin.

## Karriere
Saidenowa begann mit sieben Jahren das Tennisspielen und spielt vor allem bei Turnieren der ITF Women’s World Tennis Tour, wo sie bislang zwei Titel im Doppel gewinnen konnte.

### College Tennis
Saidenowa spielt seit 2021 für das Damentennisteam der Knights der University of Central Florida.

## Turniersiege

### Doppel
| Nr. | Datum             | Turnier | Kategorie | Belag             | Partnerin          | Finalgegnerinnen                      | Ergebnis         |
| --- | ----------------- | ------- | --------- | ----------------- | ------------------ | ------------------------------------- | ---------------- |
| 1.  | 27. Juli 2019     | Tampere | ITF W15   | Hartplatz (Halle) | Polina Bachmutkina | Isabella Bozicevic Anastasia Kulikova | 6:2, 6:3         |
| 2.  | 12. Dezember 2020 | Kairo   | ITF W15   | Sand              | Darja Mischina     | Elina Awanesjan Anastasia Tichonowa   | 6:2, 2:6, [11:9] |